# El Diario de Juárez
El Diario de Juárez es un diario mexicano publicado en Ciudad Juárez, fundado por Osvaldo Rodríguez Borunda en 1976. Actualmente es el diario decano de Ciudad Juárez y el de mayor circulación en la ciudad y uno de los más importante del estado de Chihuahua.

## Historia
El Diario de Juárez fue fundado el 17 de febrero de 1976 por el empresario Osvaldo Rodríguez Borunda y Guillermo Terrazas Villanueva, un empresario dueño de una licorería, siendo un impreso con apenas mil ejemplares diarios. Desde sus inicios, El Diario contó con una apertura democrática, hecho que le mereció un reconocimiento público por parte de los partidos opositores al Revolucionario Institucional en 1979.
En 1984, El Diario abrió su primer diario filial, siendo este El Diario del Noroeste en Nuevo Casas Grandes. En 1985 hizo lo mismo al iniciar con El Diario de Chihuahua en la ciudad de Chihuahua. Para 2003 se comenzó a trabajar en el proyecto de lanzar un diario en El Paso, hecho que generó una guerra entre El Diario de Juárez y el diario estadounidense, El Paso Times, en donde el primero acusó al segundo de tener una cobertura sesgada de lo que ocurría en Ciudad Juárez y poco enfocada a la comunidad hispana de El Paso, mientras este respondió con publicaciones en las que ligaban a Rodríguez Borunda con el crimen organizado. Finalmente, para el 16 de mayo de 2005, se lanzó El Diario de El Paso, que fue el primer diario en español en El Paso.
Por otra parte, en 2004 El Diario empezó a publicar el vespertino PM, diario sensasionalista de nota roja. Por otro lado, dentro del marco de la Guerra contra el crimen organizado, las instalaciones de El Diario fueron víctimas de varios ataques armados. Para el 2011, El Diario fue reconocido con el Premio Maria Moors Cabot por la Universidad de Columbia en los Estados Unidos.
En 2019, El Diario cerró transformó el diario Parral Hoy en El Diario de Parral y la Región Sur, teniendo este su primera publicación el 14 de octubre de ese año. Para el 14 de abril de 2020, El Diario causó muchas críticas al demostrarse que una serie de fotografías publicabas por el medio en primera plana , que según decían, probaban que había cientos de muertos en los hospitales de Ciudad Juárez como parte de la pandemia de Coronavirus en México resultaban falsas.

## Columnistas
El Diario de Juárez actualmente tiene los siguientes columnistas:
- Lourdes Almada Mireles.
- Ernesto Avilés Mercado.
- Mariela Castro Flores.
- Gerardo Cortinas Murra.
- Alfredo Espinosa Quintero.
- Francisco Flores Legarda.
- Armando Fuentes Aguirre.
- Jaime García Chávez.
- Isaías Orozco Gómez.
- Serafín Peralta Martínez.
- Graciela Ramos Carrasco.
- Javier Realyvazquez.
- Teporaca Romero del Hierro.
- Sergio Sarmiento.
- Luis Javier Valero Flores.
- Oscar Viramontes Olivas.
- Carmen Urías Palma.

## Otras publicaciones
El Diario de Juárez es el diario principal de un grupo llamado "Publicaciones e Impresos Paso del Norte" que publica entre otros diversas publicaciones diarias, semanales, quincenales y mensuales tanto en el estado de Chihuahua en México como en Texas en los Estados Unidos, tales como:
- PM: Diario vespertino de nota roja que se distribuye en Ciudad Juárez y es editado por El Diario de Juárez.
- El Diario de Chihuahua: Diario que cubre la capital del estado de Chihuahua circulando principalmente en la ciudad de Chihuahua.
- El Peso: Diario vespertino de nota roja que se distribuye en la ciudad de Chihuahua y es editado por El Diario de Chihuahua.
- El Diario de El Paso: Diario estadounidense que cubre a la ciudad de El Paso, Texas dirigido al público de habla española en la ciudad.
- Looking at El Paso: Semanario de entretenimiento y estilos de vida publicado los viernes en El Paso por El Diario.
- El Diario del Noroeste: Diario que cubre la zona noroeste del estado de Chihuahua circulando principalmente en la ciudad de Nuevo Casas Grandes.
- El Diario de Delicias: Diario que cubre la zona centro-sur del estado de Chihuahua circulando principalmente en la ciudad de Delicias.
- El Diario de Cuauhtémoc: Diario que cubre la zona oeste del estado de Chihuahua circulando principalmente en la ciudad de Cuauhtémoc.
- El Diario de Parral y la Región Sur: Diario que cubre la zona sur del estado de Chihuahua circulando principalmente en la ciudad de Hidalgo del Parral.